# Band-Maid
Band-Maid is een Japanse rockband gevormd in 2013, bestaande uit zangeres Saiki Atsumi, gitarist/zanger Miku Kobato, leadgitarist Kanami Tōno, bassist Misa, en drummer Akane Hirose. De band combineert een rockgeluid met een maid image gemodelleerd naar Japanse maid cafés. Ze zijn momenteel getekend bij Pony Canyon, en hun meest recente full-length album Epic Narratives werd uitgebracht in 2024.

## Geschiedenis
Band-Maid werd in juli 2013 opgericht door gitarist en zanger Miku Kobato, die op dat moment in een maid café werkte. Via een zoektocht op internet vond ze leadgitarist Kanami Tōno, die destijds singer-songwriter was, en nam Akane Hirose mee om te drummen. Via Hirose kwamen de muzikanten in aanraking met bassist Misa, die Hirose kende van de muziekschool. Zanger Saiki Atsumi werd via een casting in de band geïntegreerd.
In 2014 verscheen hun debuutalbum Maid in Japan.
Ze traden op in de Melkweg in Amsterdam op 16 november 2018.
Tijdens de corona-lockdown speelde de band verschillende live-optredens via streaming via de internetdienst Zaiko. Fragmenten daaruit werden uitgebracht als muziekvideo's. In januari 2021 werd het album Unseen World gepresenteerd met zo'n streaming-optreden.
De band kondigde in februari 2022 een maandlange, veertien steden durende Amerikaanse tour aan in oktober. Kaarten voor verschillende locaties waren kort daarna uitverkocht.

## Uiterlijk en stijl
Het optreden van de band is gebaseerd op dat van bedienden in Japanse dienstmeisjescafés. De muzikanten legden in interviews uit dat het concept afkomstig was van bandoprichter Miku Kobato, die voor haar muziekcarrière in het Noodol Cafe in Akihabara werkte. Dit concept wordt versterkt doordat de band hun mannelijke fans aanspreekt als Masters, vrouwelijke fans als Princesses en hun concerten aanduidt als Servings.
De optredens van de band worden meestal onderbroken door een pauze waarin het publiek wordt vermaakt met een humoristisch optreden. Dit wordt meestal ontkend door Kobato.

## Film
Band-Maid speelt in een clubscène in de Netflix-actiethriller Kate uit 2021. De band draagt ook de achtergrondmuziek bij aan een achtervolging.

## Bezetting
- Miku Kobato - gitaar en zang
- Kanami Tōno - gitaar
- Akane Hirose - drums
- Misa - basgitaar
- Saiki Atsumi - zang

## Discografie

### Studioalbums
- Maid in Japan (2014)
- New Beginning (2015)
- Brand New Maid (2016)
- Just Bring It (2017)
- World Domination (2018)
- Conqueror (2019)
- Unseen World (2021)
- Epic Narratives (2024)

### Ep's
- Band-Maiko (2019)
- Unleash (2022)

### Singles
- Ai to Jōnetsu no Matador (2014)
- YOLO (2016)
- Daydreaming/Choose Me (2017)
- Start Over (2018)
- Glory (2019)
- Bubble (2019)
- Different (2020)
- Sense (2021)
- Show them (2024), met The Warning